# Седэяха (приток Евояхи)
Седэяха (устар. Седэ-Яха) — река в России, протекает по Ямало-Ненецкому АО. Устье реки находится в 127 км по правому берегу реки Евояха. Длина реки составляет 145 км, площадь водосборного бассейна — 1300 км². Протекает по северной окраине города Новый Уренгой. Высота устья — 42,3 м над уровнем моря.

## Притоки
- 11 км: Томчаруяха (пр)
- 23 км: Каймъяха (лв)
- 29 км: Янгъяха (лв)
- 36 км: Пароваяха (лв)
- 68 км: Пульяха (лв)
- 69 км: Тюндейяха (пр)
- 71 км: Ненсаяха (лв)
- 90 км: Хальмеръяха (пр)
- 116 км: Халтэяха (пр)

## Данные водного реестра
По данным государственного водного реестра России относится к Нижнеобскому бассейновому округу, водохозяйственный участок реки — Пур. Речной бассейн реки — Пур.
Код объекта в государственном водном реестре — 15040000112115300060732.

## Галерея

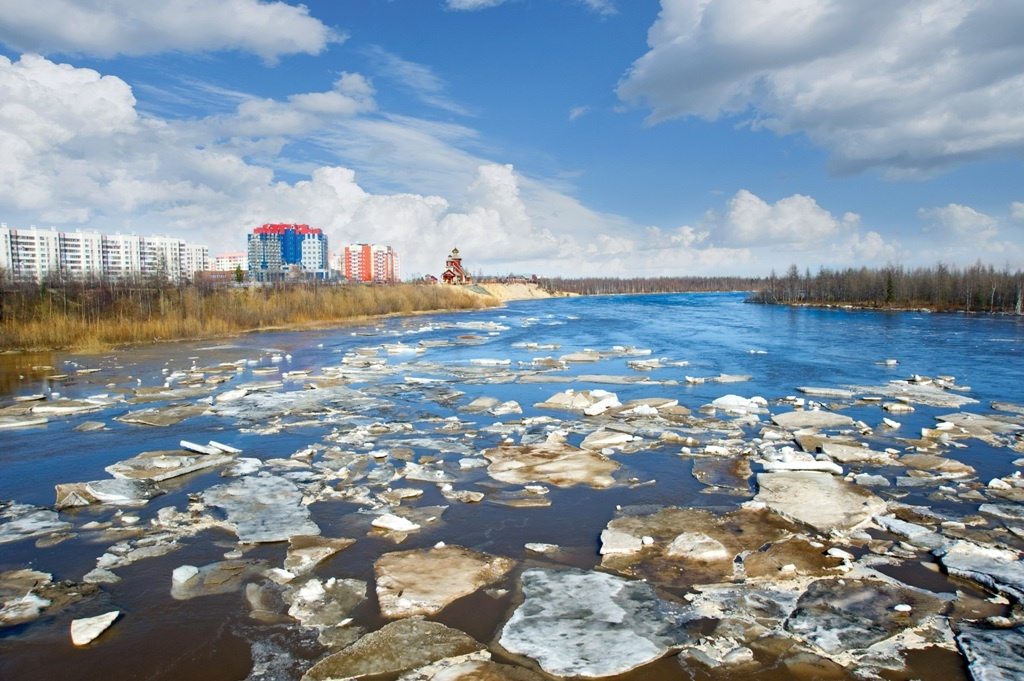
Ледоход на Седэяхе в Новом Уренгое
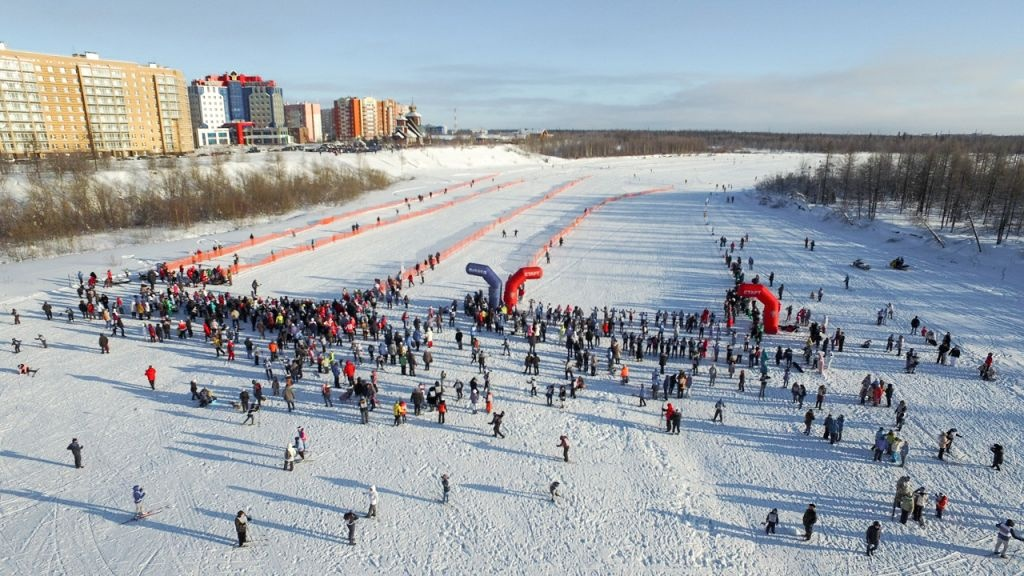
Лыжные соревнования на льду Седэяхи в Новом Уренгое